# 브루나이
<onlyinclude>
<onlyinclude />
브루나이 다루살람(말레이어: Negara Brunei Darussalam 느가라 브루나이 다루살람[*], 문화어: 브루네이 다루쌀람), 줄여서 브루나이(말레이어: Brunei, 문화어: 브루네이)는 동남아시아 보르네오섬의 북서 연안에 있는 술탄국이다. 남중국해와 맞닿아 있는 해안을 제외하고는 말레이시아 사라왁주에 둘러싸여 있고, 사라왁주의 림방에 의해 두 지역으로 나뉘어 있다. 브루나이는 보르네오섬에만 영토가 있는 유일한 국가이며, 섬의 나머지 부분은 말레이시아와 인도네시아에 속해 있다. 인구는 대략 45만 명이다 (2023년).
브루나이는 인간 개발 지수가 동남아시아에서 싱가포르에 이어 두 번째로 높고, 국제통화기금이 선정한 구매력 평가 기준 1인당 GDP가 세계에서 4번째로 높은 국가이다. 이 나라는 ASEAN, APEC, 영연방 등에 속해 있으며 수도는 반다르스리브가완이다.

## 역사
브루나이의 역사는 7세기경, 스리비자야 제국의 속국이었던 시절로 거슬러 올라간다. 후에 브루나이는 마자파힛 왕조의 속국이 되었고 그 뒤 15세기에 이슬람교가 전파되었다. 제국의 절정기에 술탄은 오늘날의 사라왁주와 사바주 지역, 술루 제도, 보르네오섬 북서쪽 섬들의 지배권을 얻었다. 1521년, 페르디난드 마젤란이 브루나이에 방문했고, 1578년 스페인과 브루나이는 전쟁을 하게 되었다. 브루나이 제국은 사라왁주를 제임스 브룩에게, 사바주를 북보르네오 특허 기업에 넘기는 등 점점 세력이 약화하였다. 림방 지방을 잃은 후, 1888년 마침내 브루나이는 영국의 보호령이 되었다. 일본의 점령 기간에 브루나이 군주국 헌법이 형성되었고, 그 후 독립을 위한 무장봉기가 일어났다. 1984년 1월 1일, 브루나이는 영국으로부터 독립하게 된다. 1970년대와 1990년대, 특히 1999년부터 2008년까지 평균 56%에 임박한 경제 성장은 브루나이를 발전된 국가로 만들었다.
브루나이인의 뿌리는 말레이인이다. 6세기부터 9세기까지 중국과 푸니(Puni, 婆利, 渤泥)라는 이름으로 교역을 하였다. 14세기경 마자파히트 제국에 속한 브루나이는 교역국이 되었고 15세기 중반에 이곳의 왕이 말라카 왕에게 딸을 보내 결혼을 시켰고 동시에 이슬람교가 전파되었다. 1511년 기독교 국가인 포르투갈이 이 곳을 정복하고 당시 주변 지역의 교역중심지인 말라카에 이슬람 상인의 출입을 금지시키자 브루나이로 교역이 몰려들었다. 이로 인해 16 ~ 17세기에 브루나이는 오늘의 북부 보르네오섬의 사라왁주, 사바주 지역까지 뻗쳤다.
하지만 브루나이는 1578년 에스파냐한테 공격을 받아 수도가 점령되었다. 17세기 중반에 포르투갈과 동맹하여 에스파냐를 몰아내는 데에 성공하지만 이 때부터 외세의 간섭이 시작됐다. 영국과 네덜란드가 식민지 확장을 본격화하자 브루나이는 급격하게 쇠약해졌다. 19세기 초 영국은 싱가포르, 말라카, 페낭까지 자국의 식민지로 만들었고 네덜란드는 바타비아 (자카르타), 에스파냐는 필리핀을 중심으로 교역을 하자 이에 크게 밀려 수도의 인구가 4분의 1로 줄어들었다. 더욱이 이 때 브루나이는 내란까지 발발하였다.
반란군이 사라왁주 지역에서 사바지역까지 점령하자 제임스 브룩(영국인)이라는 사나이가 반란군을 진압하였다. 브루나이 왕은 그를 사라왁주 라자(왕)로 칭했고 이 지위를 자손에게 물려줄 권리까지 보장했다. 백인 왕이 아시아에 탄생하게 된 것이다. 브룩은 싱가포르와 홍콩에 있는 영국해군을 앞세워 30년간 계속해서 브루나이 영토를 잠식하기 시작하더니 결국 사바까지 이르렀다. 결국 브루나이는 1888년부터 1984년까지 영국의 보호령이 되었고 백인왕 브룩도 영국의 지배를 받게 된다.
1929년 브루나이에서 석유가 발견되었다. 이 석유자원 때문에 영국은 이 지역을 더욱 많은 관심을 가지게 되었는데 2차 대전이 종식되고 일본군이 물러나자 영국이 다시 돌아와 영국의 보호령으로 만들고 총독대리를 파견하였다. 그리고 네팔의 구르카족 용병을 고용해 치안유지를 담당케했다. 1959년 영국은 브루나이의 자치권을 인정하고 헌법제정과 의회구성 그리고 국회의원 선거까지 준비하였다. 1962년 브루나이 국회의원 선거가 유일한 선거로 치러졌으며 그 이후로는 선거가 실시된 적이 없으며 오직 국왕 만이 브루나이에서 왕권을 가지고 있다. 1984년 왕국으로 독립하였다. 현 국왕은 하싸날 볼키야이다.

## 자연 환경

### 지리
브루나이는 연결되지 않은 동서로 나뉘어 있다. 인구의 97%가 서부에 살고 있으며 산악 지역인 동부 틈부롱 구에는 약 10,000명 정도가 거주하고 있다.

### 기후
열대 기후에 속해 있다.

## 경제

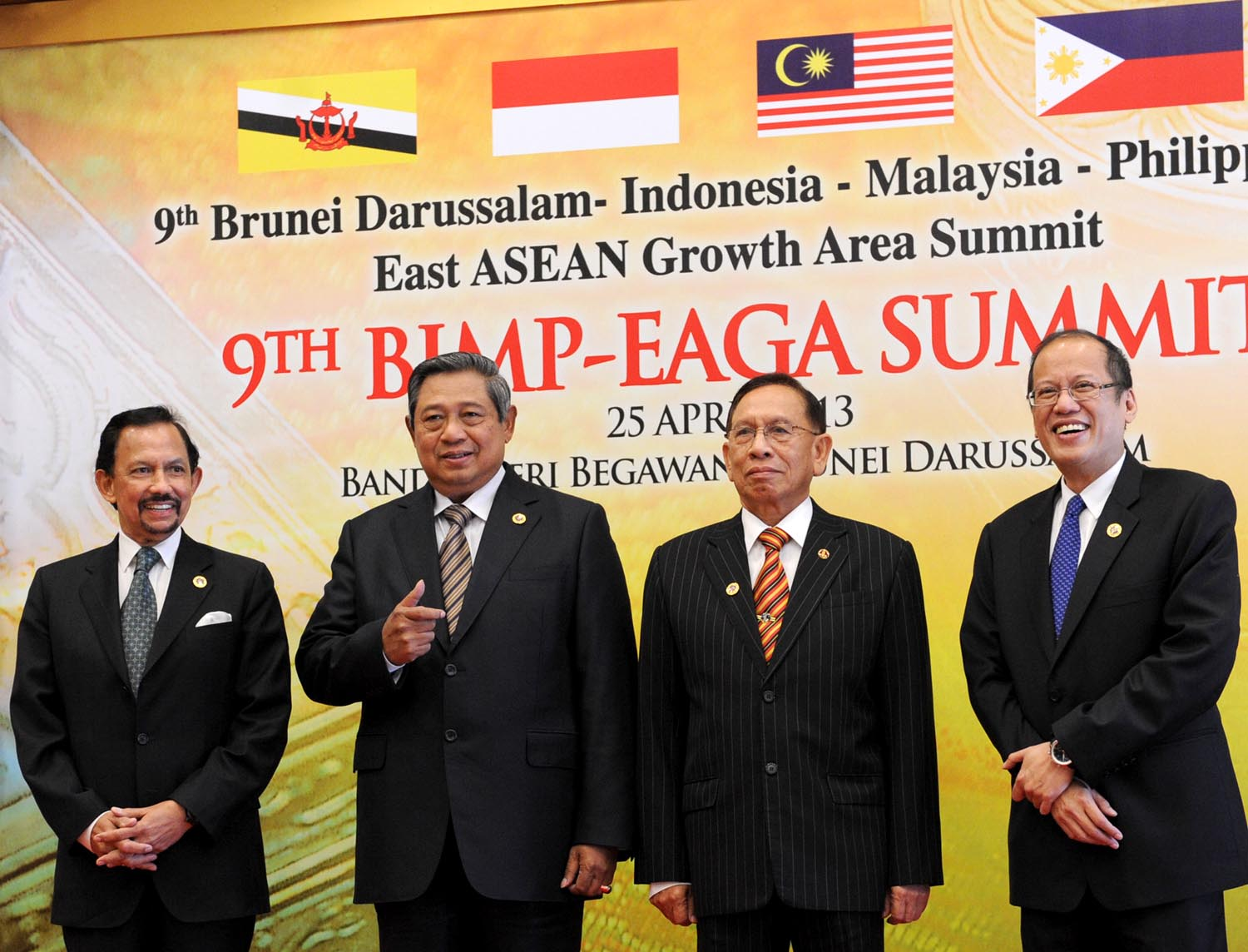
2013년 4월 25일 브루나이 총리실에서 열린 BIMP-EAGA 회의. 왼쪽부터 브루나이 국왕 하사날 볼키아, 인도네시아 대통령 수실로 밤방 유도요노, 말레이시아 대표, 필리핀 대통령 베니그노 아키노 3세. 브루나이는 동남아시아의 아경제 협력 이니셔티브인 BIMP-EAGA의 일원이다.

브루나이는 싱가포르에 이어 동남아시아 국가 중 두 번째로 높은 인간 개발 지수 를 기록하고 있다. 석유와 천연가스 생산은 브루나이 국내총생산의 약 90%를 차지한다. 브루나이는 하루 약 167,000 배럴 (26,600 m3)의 석유를 생산하며, 동남아시아에서 네 번째로 큰 석유 생산국이다. 또한 하루 약 25.3백만 세제곱미터 (890백만 세제곱피트)의 액화천연가스를 생산하며, 세계 9위의 가스 수출국이다. 포브스는 브루나이를 석유와 천연가스 자원에 기반하여 세계에서 다섯 번째로 부유한 국가로 선정했다. 또한, 브루나이는 2024년 세계 혁신 지수에서 88위를 기록했다.
브루나이는 국내 생산 외에도 해외 투자 수익을 주요한 경제 원천으로 삼고 있으며, 이러한 투자의 대부분은 재무부 산하의 브루나이 투자청 에 의해 이루어진다. 정부는 의료 서비스를 무료로 제공하며, 쌀과 주택을 보조한다.
국영 항공사인 로열 브루나이 항공은 브루나이를 유럽과 오스트레일리아/뉴질랜드 간 국제 여행의 허브로 발전시키려는 전략을 추진하고 있다. 이 전략의 핵심은 히스로 공항에서 유지하는 슬롯으로, 두바이를 경유해 반다르스리브가완에서 런던으로 매일 운항한다. 또한 홍콩, 방콕, 싱가포르, 마닐라 등 아시아 주요 도시로 운항하고 있다.
브루나이는 농산물(쌀, 즉석식품, 가축 등), 차량, 소비자 전자 제품 등을 수입에 의존하고 있으며, 식량의 60%를 수입하며, 이 중 75%는 아세안 국가에서 들어온다.
브루나이 정부는 자국 내 쌀 자급률을 높이기 위해 2009년 "브루나이 다루살람 쌀 1호"를 "라일라 쌀"로 개명하고, 와산 논에서 쌀 생산 확대를 위한 이니셔티브를 시작했다. 또한 2009년에는 국가 할랄 브랜드 "브루나이 할랄"을 도입하여 해외 시장으로의 수출을 목표로 하고 있다.
2020년 기준, 브루나이의 전력 생산은 대부분 화석 연료에 의존하며, 재생 가능 에너지는 1% 미만을 차지했다.

## 사회
2021년 브루나이의 인구는 445,373명 이었으며 그 중 76%가 도시 지역에 거주하고 있습니다. 도시화율은 2010년부터 2015년까지 연간 2.13%로 추산됩니다. 평균 수명은 77.7세입니다. 2014년에 인구의 65.7%가 말레이족, 10.3%가 중국인, 3.4%가 토착민이었고 나머지 20.6%가 소규모 집단이었습니다.

### 언어
말레이어가 공용어이나, 브루나이에서 쓰이는 말레이어(Bahasa Melayu Brunei)는 말레이시아나 인니의 같은 말레이어 화자들에게도 난해한 방언이다. 모든 공문서는 반드시 영어로도 작성해야만 한다. 말레이어와 함께 영어가 사실상의 공용어로 사용된다.

### 종교
브루나이는 헌법으로 신앙의 자유가 보장되어 있으며, 국교가 이슬람으로 인구의 대부분이 무슬림이라서 이슬람 왕국으로 불린다. 무슬림의 대부분은 말레이족이며, 부족 신자도 있다. 중국인들은 불교나 유교와 이슬람 등을 믿으며 영국인과 필리핀인들은 기독교를 믿는다.

#### 브루나이 교회
브루나이의 기독교인들은 중국인과 부족들이며, 중국인 신자는 브루나이 거주 중국인의 15%이다. 부족 신자들은 선교사들의 선교활동으로 기독교 신자가 되었는데, 주로 성공회, 브루나이 기독교 제자회(Brunei Christian Fellowship),베델채플(Bethel Chapel)의 신자들이다. 그외 크리스천들로는 부족교회 신자와 로마 가톨릭신자가 있다.
영국인 및 필리핀인들도 기독교 인구가 많다.
브루나이에서는 헌법상으로 종교의 자유가 있으나, 기독교인들이 늘어나는 것을 우려한 정부에 의해 기독교는 탄압을 받고 있다. 실례로 1992년에 기독교 문서 수입과 성탄절 축하가 금지되었으며, 1991년에는 대부분의 가톨릭 신부와 수녀가 추방당하기도 했다.

## 문화

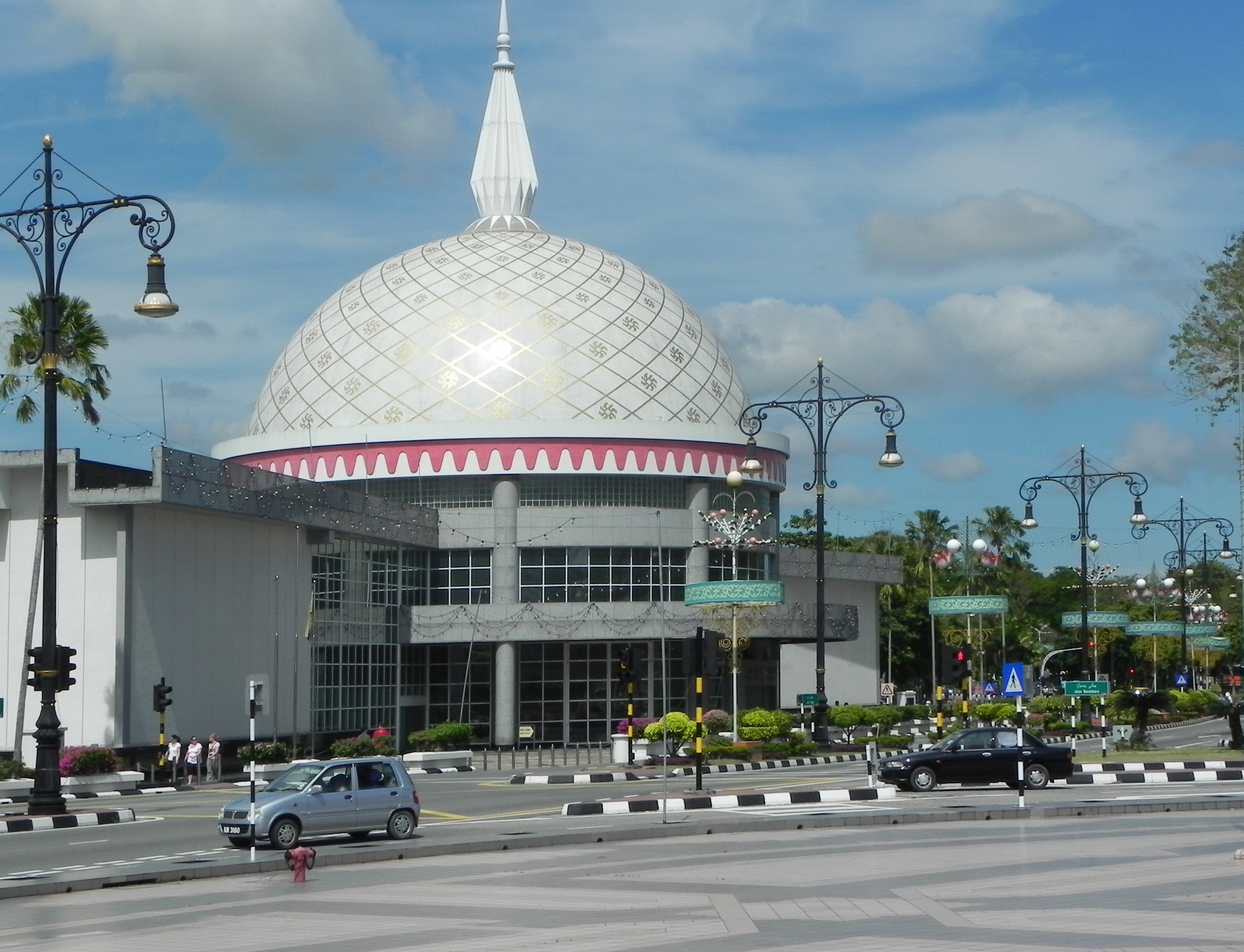
로열 레갈리아 박물관

브루나이의 문화는 주로 말레이족 문화에 기반을 두며, 이슬람교의 영향을 많이 받는다. 그러나 인도네시아 및 말레이시아보다 더 보수적인 성향을 띤다. 브루나이 문화는 말레이 제도의 말레이 문화로부터 영향을 받아 형성되었다. 브루나이는 애니미즘, 힌두교, 이슬람교, 서구 문화의 네 시기에 걸쳐 문화적 영향을 받았다. 특히, 이슬람교는 브루나이의 이념과 철학으로 자리 잡을 만큼 강한 영향을 미쳤다.
브루나이는 샤리아 법을 시행하는 국가로, 주류 판매 및 공공장소에서의 음주가 금지되어 있다. 다만, 비이슬람교도는 해외에서 제한된 양의 주류를 반입하여 개인적으로 소비할 수 있다.

## 행정 구역
브루나이는 네 개의 구로 구성되어 있다.
- 블라잇 구
- 브루네이무아라 구
- 틈부롱 구
- 투통 구

## 교통
대중교통(버스)은 오전 6-7시 사이에 운행을 시작해서 오후 6-7시 사이에 끝나며 가격은 모든 노선 일괄 1부르나이달러이다.
또한 도로를 운행하는 빈택시는 쉽게 볼 수 없으므로 콜택시를 이용해야 한다.
세계 최대의 수상마을(캄퐁아예르)와 시내 사이를 운행하는 수상택시는 강가에서 투어는 약30$, (수상식당 등으로)이동은 1$로 이용할 수 있다.
(2014년 2월 기준)

## 외교

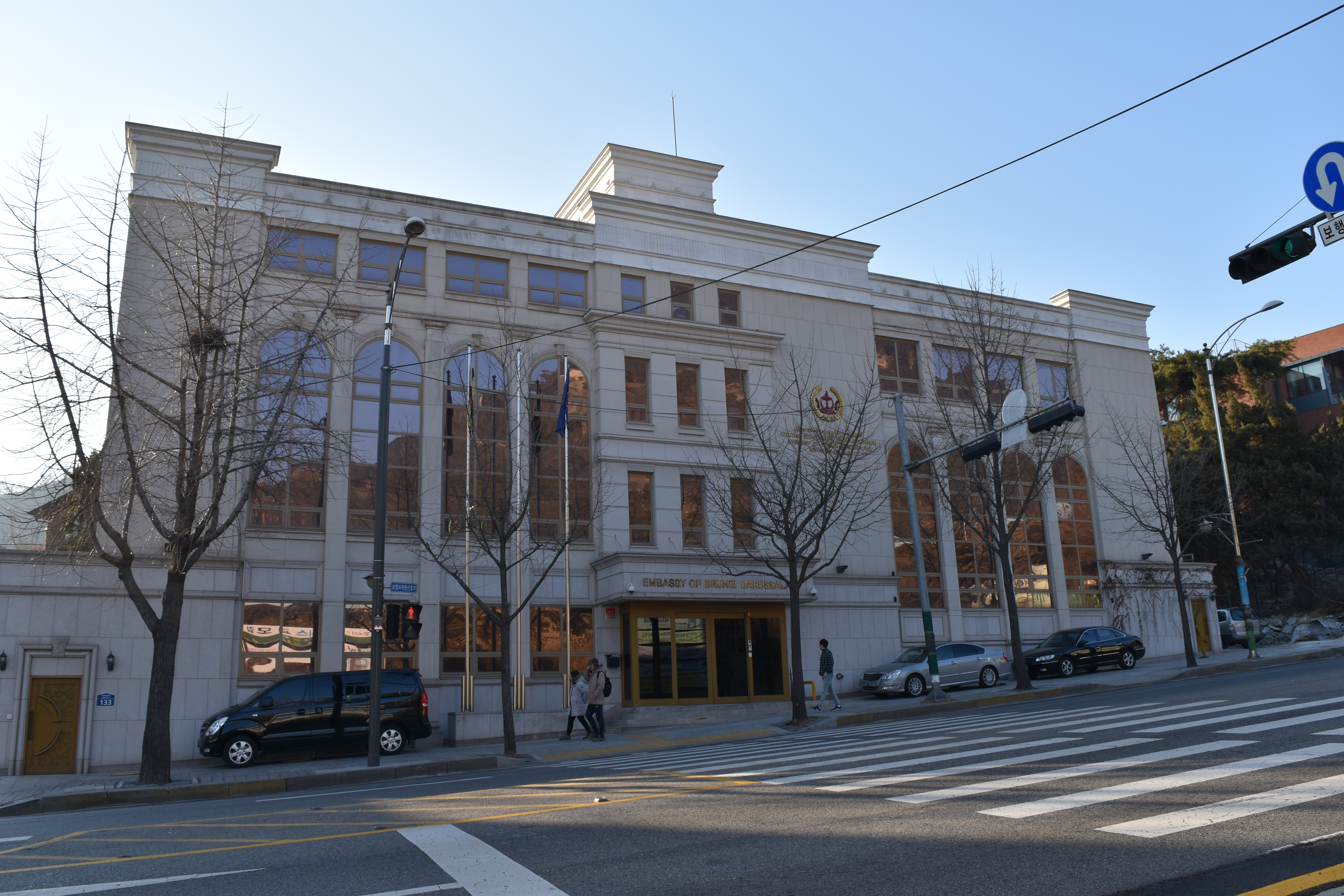
주대한민국 브루나이 대사관

말레이시아와 브루나이는 분쟁 중인 대륙붕 지역에서 가스 및 석유채굴 작업을 중단하기로 2003년에 합의하였다.
2018년 1월, 러시아와 무비자 협정을 체결함으로써 제 2차 세계대전 종전 이후 세계 최초로 상임이사국 5개국을 모두 무비자로 여행할 수 있는 국가가 되었다.
한국과의 관계
브루나이는 1984년 대한민국과 공식수교하였으며 국제사회에서 한국의 입장을 지지해왔다. 1999년에는 조선민주주의인민공화국과도 수교하였다. 자세한 사항은 주브루나이 대한민국 대사관 문서를 참고하라.